# Verebélyi család
A Bars vármegyei és Verebélyi széki Verebély mezővárosáról vették nevüket, és az érseki nemesek közé tartoztak. Valószínűleg a szék más családai is felvették e nevet másodnévként, például egyes Cherebo családbeliek.
Verebélyi Boldizsár fia György 1462-ben a Trencsén vármegyei lieszkói birtokát 200 magyar aranyforintért eladta Kamenieci Miklósnak. 1492-ben Bajnai Both János és András birtokolták Hrussó várát, de azt családjaik nevében 4 ezer arany forintért örökössen eladták a Verebélyi testvéreknek, Györgynek (és fiának Jánosnak), Simonnak és Pálnak, biztosítékot vállalva hogy megvédik őket néhai laki Kis Tamás rokonainak követeléseivel szemben. Az eladás ellen többek, sőt Bajnai Both András is tiltakozott. 1501-ben Malcza-i László hrussói várnagy az ura Werebel-i György nevében előadja, hogy azt az 1000 forintot, melyért a nyitra vármegyei Zelchen birtokot Keselwke-i Maytheny Jánosnak és Ráfaelnek elzálogosította, hajlandó letenni és a birtokot visszaváltani, azért Majthényi Jánost és Ráfaelt eltiltotta Szolcsány további használatától. 1502-ben Hrussó várát Verebélyi György és családja 5200 aranyforint örökáron radnai Holi (Holy) Pál nagyszombati lakosra és Ákosházi Sárkány Ambrusra, pozsonyi ispánokra ruházta át.
1569-ben Verebélyi János és Demeter mentességet kérvényeztek a Verebély mezővárosában lévő házukra.
1754-ben Csáky Miklós érsek a verebélyi határban egyháznemesi részbirtokot adományoz Verebélyi Pálnak.
Verebély Pál 1791. július 13-án az érseki széktől nemesi bizonyítványt kapott, és azt Krassó vármegyében 1792. április 30-án kihirdették. Krassó vármegyében azonban a családnak úgy tűnik nem volt folytatása.
Más Verebélyi családdal való összetartozásuk vizsgálatra szorul.

## Neves családtagok

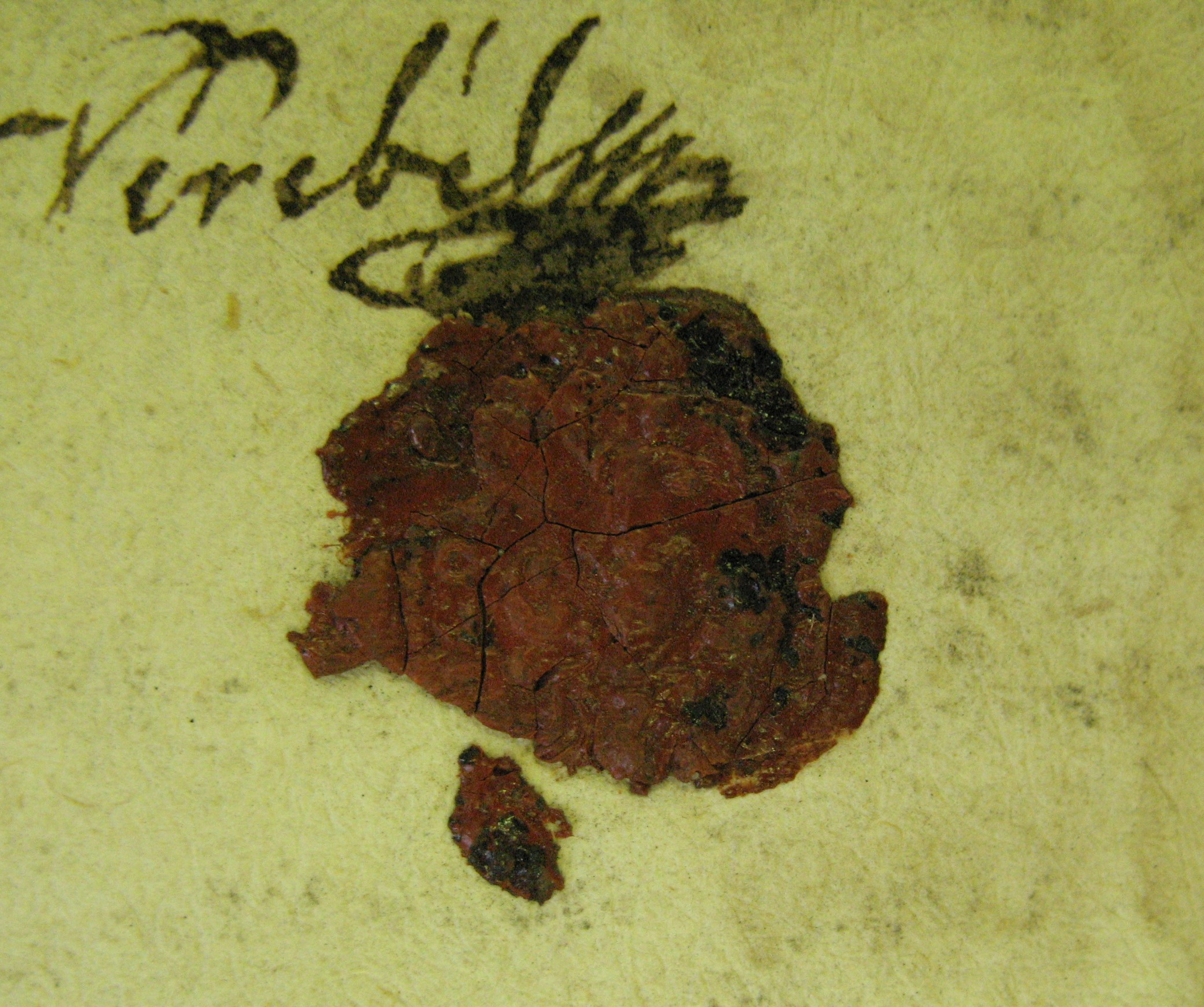
Verebélyi Mihály szolgabíró pecsétje 1698-ból

- Verebélyi Mihály a verebélyi szék szolgabírója 1698-ban[10] és 1702-ben[11]